# Roberto Martínez Vera-Tudela
Roberto Joaquín Martínez (Lima, 3 december 1967) is een voormalig Peruviaans profvoetballer die speelde als middenvelder gedurende zijn carrière. Hij beëindigde zijn loopbaan in 1998 bij Deportivo Municipal.

## Interlandcarrière
Martínez kwam 24 keer uit voor de nationale ploeg van Peru in de periode 1986-1993. Onder leiding van bondscoach Manuel Mayorga maakte hij zijn debuut op 1 april 1986 in de vriendschappelijke wedstrijd in en tegen Brazilië (4-0). 

## Erelijst
Club Deportivo San Agustín
- Primera División Peruana

1986
 Universitario de Deportes
- Primera División Peruana

1987, 1990, 1992, 1993